# Lectina

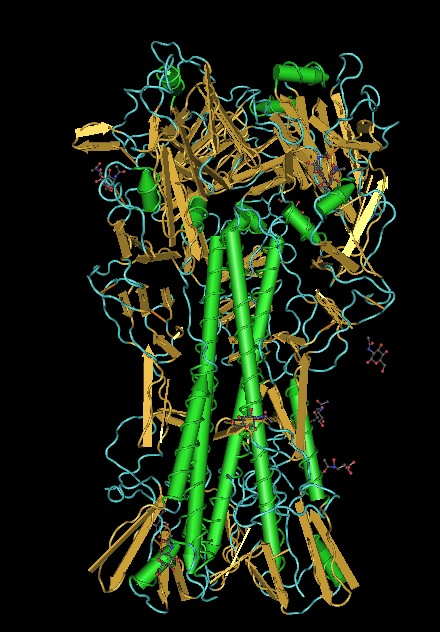
Hemaglutinina, una lectina vista en posició lateral.

Les Lectines són proteïnes que s'uneixen a sucres amb una elevada especificitat per cada tipus. La seva funció principal resideix en els fenòmens de reconeixement, tant a nivell molecular com cel·lular.
Les lectines són un mecanisme essencial d'adhesió en el cicle infecciós de patògens com Cryptosporidium parvum. Molts microorganismes, especialment bacteris, utilitzen les lectines per a unir-se a les cèl·lules de l'hoste durant la infecció.

## Etimologia
El nom "lectina" prové de la paraula llatina: legere, que significa "seleccionar".